# Ferrocerio

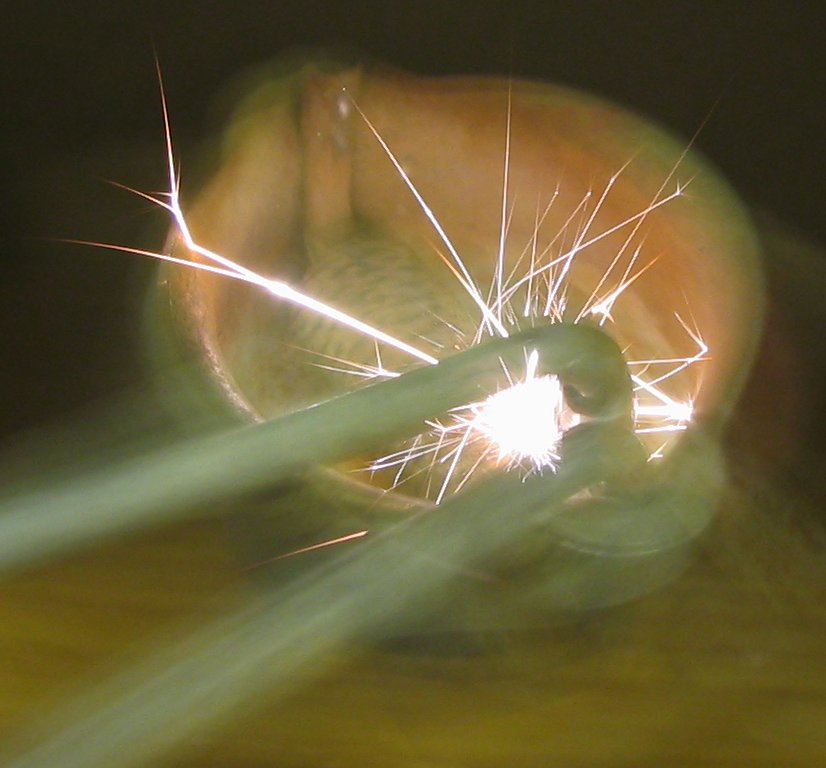
Chispa en acción en un encendedor de piedra.

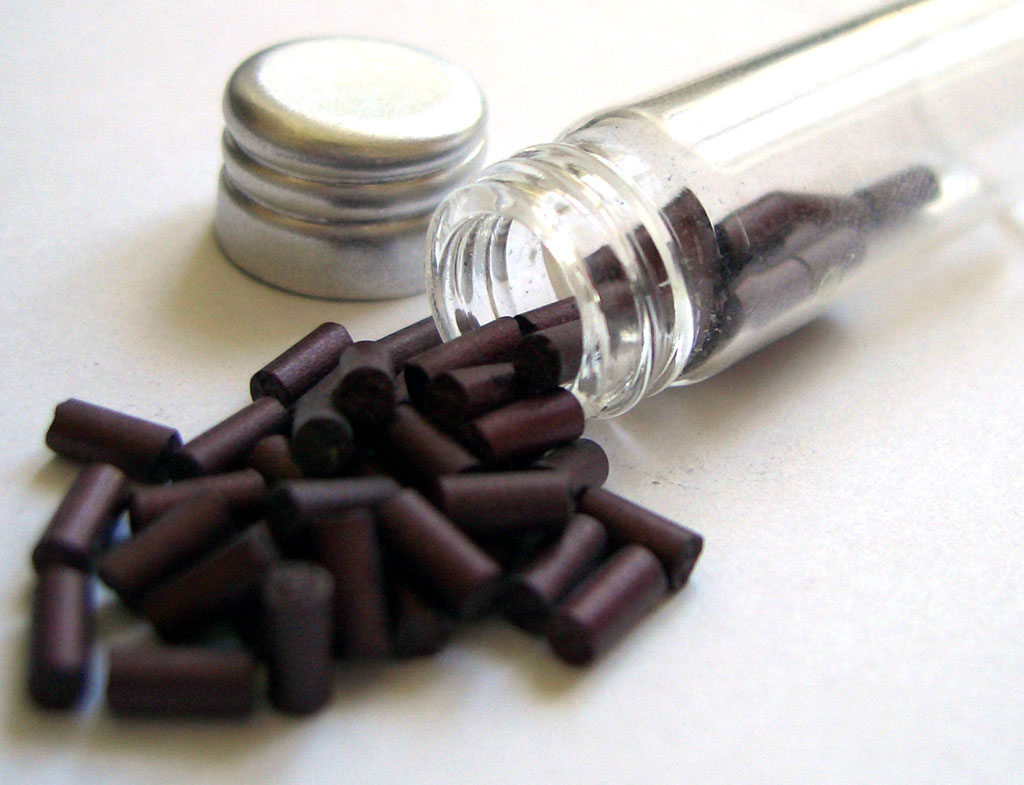
Iniciador de fuego.

El ferrocerio es una aleación metálica sintética, que tiene la peculiaridad de producir gran cantidad de chispas cuando se frota contra una superficie rugosa, como puede ser un trozo de acero estriado. Debido a esta propiedad, llamada piroforicidad, se usa en numerosas aplicaciones, tales como juguetes mecánicos, chispero para soldadura, iniciadores de fuego para kits de supervivencia y, quizás la aplicación más famosa, como iniciador de la ignición del gas en los mecheros modernos. El antiguo pedernal en la actualidad ha sido sustituido por el ferrocerio que fue inventado por el científico Carl Auer von Welsbach en 1903.
El desarrollo de ferrocerio tuvo tres etapas fundamentales; en la primera se componía de hierro y cerio, en la segunda etapa se incluyó lantano para producir chispas más brillantes y finalmente, en una tercera fase, se añadieron otros metales de Tierras raras. 
El ferrocerio moderno está compuesto normalmente de:
- Hierro: 19%
- Cerio: 38%
- Lantano: 22%
- Neodimio: 4%
- Praseodimio: 4%
- Magnesio: 4%